# 大罗马尼亚党
大罗马尼亚党（羅馬尼亞語：Partidul România Mare，簡稱）是罗马尼亚的一個政党，立场为羅馬尼亞民族主義。大罗马尼亚党成立于1991年6月，总部位于布加勒斯特。现任党主席为Victor Iovici。